# Alfred Vohrer
Alfred Vohrer (29 de desembre de 1914 - 3 de febrer de 1986) va ser un guionista i director cinematogràfic i televisiu de nacionalitat alemanya.

## Biografia
Nascut a Stuttgart, el seu nom complet era Alfred Adolf Vohrer. Va cursar estudis a la Realschule, formant-se després en cant i actuació. En els anys 1930 va formar part de l'elenc del Staatstheater de Stuttgart. Va ser reclutat durant la Segona Guerra Mundial, i va perdre el seu braç dret en 1941 a Rússia. Després va ser voluntari de la Universum Film AG, treballant fins al final de la contesa com a ajudant de direcció de Harald Braun i Alfred Braun.
En els primers anys de la postguerra, la indústria cinematogràfica alemanya estava molt afeblida, per la qual cosa va haver de treballar a la ràdio. Des de 1946 a 1948 va treballar com a director per a la Süddeutscher Rundfunk, i en 1949 va tornar al cinema, encara que va passar desapercebut del gran públic. Va ser director de diàlegs de la Motion Picture Export Association (MPEA), i més tard va ser soci de Josef Wolf en l'empresa de doblatge Ultra-Film GmbH. En els següents anys Vohrer va ser responsable del doblatge de gairebé 1000 produccions, algunes d'elles clàssics com La llei del silenci (1954) o El pont del riu Kwai (1957).
En 1956 Ultra-Film va presentar el seu primer projecte propi, Zoom Leben verdammt, amb guió escrit per Vohrer. No obstant això, la producció va ser rebutjada. En 1958 la mateixa companyia va produir el film de problemàtica adolescent Schmutziger Engel, dirigit per Vohrer en el seu debut. Va rodar tres altres pel·lícules del mateix gènere, sent molt convincent el seu treball a Verbrechen nach Schulschluß (1959).
Una mica menys destacada va ser la pel·lícula dramàtica Bis dass das Geld Euch scheidet … (1960), però va marcar l'inici de la col·laboració entre Vohrer i el productor Artur Brauner.

### Director a Rialto Film
Finalment Vohrer va deixar de treballar per a Brauner per a passar a col·laborar amb el director de producció de Rialto Film, Horst Wendlandt. Per a aquesta companyia, Vohrer va dirigir un film basat en les històries de Edgar Wallace Die toten Augen von London (1961), el de més èxit de tota la sèrie. Més endavant va dirigir també la primera producció en color de Rialto, Unser Haus in Kamerun.
Alfred Vohrer va ser el director més ocupat amb les produccions d'Edgar Wallace, rodant un total de 14, entre elles Das Gasthaus an der Themse (1962), Der Zinker (1963), Der Hexer (1964), Neues vom Hexer (1965) i Die blaue Hand (1967).
Vohrer va tenir l'oportunitat de rodar un western en 1964, Unter Geiern. La cinta va ser el major èxit internacional de les adaptacions de les obres de Karl May. El seu segon film de Karl May, Old Surehand 1. Teil (1965), no va obtenir el mateix èxit. El western Winnetou und sein Freund Old Firehand (1966) va ser l'últim títol de Karl May rodat per Rialto.
A la fi de 1968 Vohrer havia rodat un total de 19 pel·lícules per a Rialto, encara que alhora també col·laborava amb altres productores. Així, en 1963 va rodar el thriller Ein Alibi zerbricht, produït per Sascha-Film a Viena. La comèdia social Lange Beine – lange Finger, va ser produïda l'any 1966 per la companyia d'Artur Brauner, CCC-Film.

### Etapa a Roxy-Film
Com el nivell de les pel·lícules Edgar Wallace, i el públic que les veia, era cada vegada menor, Vohrer va decidir començar a treballar en Múnic amb Roxy Film, sota la direcció de Luggi Waldleitner. En aquesta companyia va rodar els thrillers Sieben Tage Frist, que fou seleccionada al 6è Festival Internacional de Cinema de Moscou, i Perrak, així com les comèdies eròtiques Herzblatt oder Wie sag ich’s meiner Tochter? i Das gelbe Haus am Pinnasberg.
En 1971 va dirigir sis pel·lícules basades en novel·les de Johannes Mario Simmel, recuperant part de l'èxit aconseguit en anys anteriors. També va portar a la pantalla una adaptació d'Aleksandr Puixkin, Und der Regen verwischt jede Spur, i una altra de l'escriptor Erich Kästner, Drei Männer im Schnee.
També va adaptar Heinz Günther Konsalik a Wer stirbt schon gerne unter Palmen per a TV 13, i Ludwig Ganghofer a Der Edelweißkönig i Das Schweigen im Walde, per a CTV 72, cintes amb les quals va obtenir males crítiques, encara que el resultat de taquilla va ser bo La seva pel·lícula Jeder stirbt für sich allein va obtenir una millor crítica. A mitjan dècada de 1970 l'interès del públic pel cinema havia disminuït, per la qual cosa Vohrer va decidir en 1976 centrar-se exclusivament en la televisió, tot i que el 1974 Die Antwort kennt nur der Wind fou nominada al 9è Festival Internacional de Cinema de Moscou.

### Televisió
Alfred Vohrer va treballar des de l'any 1975 en la sèrie televisiva Derrick, fent el mateix a partir de 1977 amb una altra sèrie, Der Alte. Va ser un dels directors més actius de tots dos programes.
En els anys 1980 va dirigir nombrosos episodis de diferents produccions televisives. Entre les mateixes figuren Weißblaue Geschichten (amb Gustl Bayrhammer), Hessische Geschichten (amb Günter Strack), Krumme Touren (amb Manfred Krug), Das Traumschiff i Die Schwarzwaldklinik.

## Mort
Alfred Vohrer va morir a Múnic l'any 1986. El seu cadàver va ser descobert per un ajudant del director, que volia visitar a Vohrer al seu hotel, perquè no s'havia presentat al rodatge d'un nou episodi de Der Alte. Va ser enterrat sl Cementiri Waldfriedhof Dahlem de Berlín.

## Filmografia

### Ajudant de direcció
- 1942: Zwischen Himmel und Erde, de Harald Braun
- 1942: Hab mich lieb!, de Harald Braun
- 1944: Nora, de Harald Braun
- 1944: Träumerei, de Harald Braun
- 1945: Der stumme Gast, de Harald Braun
- 1945: Der Puppenspieler, d'Alfred Braun (inacabada)
- 1951: Augen der Liebe, d'Alfred Braun

### Director
- 1958: Schmutziger Engel
- 1958: Meine 99 Bräute
- 1959: Verbrechen nach Schulschluß
- 1960: Mit 17 weint man nicht
- 1960: Bis dass das Geld Euch scheidet …
- 1961: Die toten Augen von London
- 1961: Unser Haus in Kamerun
- 1962: Die Tür mit den sieben Schlössern
- 1962: Das Gasthaus an der Themse
- 1963: Der Zinker
- 1963: Das indische Tuch
- 1963: Ein Alibi zerbricht
- 1964: Wartezimmer zum Jenseits
- 1964: Der Hexer
- 1964: Unter Geiern
- 1965: Neues vom Hexer
- 1965: Old Surehand 1. Teil
- 1966: Lange Beine – lange Finger
- 1966: Der Bucklige von Soho
- 1966: Winnetou und sein Freund Old Firehand
- 1967: Die blaue Hand
- 1967: Der Mönch mit der Peitsche
- 1968: Der Hund von Blackwood Castle
- 1968: Im Banne des Unheimlichen
- 1968: Der Gorilla von Soho
- 1969: Der Mann mit dem Glasauge
- 1969: Sieben Tage Frist
- 1969: Herzblatt oder Wie sag ich’s meiner Tochter?
- 1970: Das gelbe Haus am Pinnasberg
- 1970: Perrak
- 1971: Und Jimmy ging zum Regenbogen
- 1971: Liebe ist nur ein Wort
- 1972: Der Stoff aus dem die Träume sind
- 1972: Und der Regen verwischt jede Spur
- 1973: Alle Menschen werden Brüder
- 1973: Gott schützt die Liebenden
- 1974: Drei Männer im Schnee
- 1974: Wer stirbt schon gerne unter Palmen
- 1974: Die Antwort kennt nur der Wind
- 1975: Verbrechen nach Schulschluß
- 1975: Derrick (serieTV): episodi Kamillas junger Freund
- 1975: Der Edelweißkönig
- 1976: Jeder stirbt für sich allein
- 1976: Derrick: Tote Vögel singen nicht
- 1976: Derrick: Schock
- 1976: Anita Drögemöller und die Ruhe an der Ruhr
- 1976: Das Schweigen im Walde
- 1976: Derrick: Hals in der Schlinge
- 1976: Derrick: Offene Rechnung
- 1977: Derrick: Das Kuckucksei
- 1977: Der Alte (sèrie de televisió): episodi Zwei Mörder
- 1977: Der Alte: Blütenträume
- 1977: Der Alte: Verena und Annabelle
- 1977: Der Alte: Erkältung im Sommer
- 1977: Derrick: Tod eines Fans
- 1977: Derrick: Ein Hinterhalt
- 1978: Der Alte: Bumerang
- 1978: Der Alte: Kaffee mit Beate
- 1978: Der Alte: Die Sträflingsfrau
- 1978: Derrick: Lissas Vater
- 1978: Derrick: Die verlorenen Sekunden
- 1978: Der Alte: Marholms Erben
- 1978: Der Alte: Mordanschlag
- 1979: Derrick: Ein unheimliches Haus
- 1979: Der Alte: Teufelsbrut
- 1979: Derrick: Das dritte Opfer
- 1979: Derrick: Der Todesengel
- 1980: Der Alte: Die tote Hand
- 1980: Liebe bleibt nicht ohne Schmerzen (telefilm)
- 1980: Derrick: Zeuge Yurowski
- 1980: Derrick: Pricker
- 1980: Der Alte: Freispruch
- 1981: Der Alte: Bis daß der Tod uns scheidet
- 1981: Derrick: Das sechste Streichholz
- 1981: Derrick: Tod im See
- 1982: Liebe hat ihre Zeit (telefilm)
- 1982: Georg Thomallas Geschichten (sèrie de televisió): episodi Ein bißchen Halleluja
- 1982: Georg Thomallas Geschichten: Ein Geschenk des Himmels
- 1982: Derrick: Die Fahrt nach Lindau
- 1982: Väter (telefilm)
- 1982: Derrick: Das Alibi
- 1982: Derrick: Der Mann aus Kiel
- 1983: Rendezvous der Damen (telefilm)
- 1983: Derrick: Geheimnisse einer Nacht
- 1983: Das Traumschiff (sèrie de televisió): episodi Marokko
- 1983: Das Traumschiff: Kenia
- 1983: Das Traumschiff: Puerto Rico
- 1983: Das Traumschiff: Kenia
- 1983: Das Traumschiff: Amazonas
- 1984: Das Traumschiff: Brasilien
- 1984: Weißblaue Geschichten (sèrie de televisió): episodi Der Kurpfuscher / Der Seemann / Der Kraftprotz
- 1984: Weißblaue Geschichten: Der Schlaumeier / Der Tandler / Das Gspusi
- 1984: Weißblaue Geschichten: Der Freund / Der Vater / Der Heilige / Der Retter
- 1984: Derrick: Drei atemlose Tage
- 1984: Derrick: Tödlicher Ausweg
- 1984: Krumme Touren (telefilm)
- 1984: Derrick: Ein Mörder zu wenig
- 1984: Der Lehrer und andere Schulgeschichten (telefilm)
- 1984: Derrick: Gangster haben andere Spielregeln
- 1985: Die Schwarzwaldklinik (sèrie de televisió): episodi Die Heimkehr
- 1985: Die Schwarzwaldklinik: Hilfe für einen Mörder
- 1985: Die Schwarzwaldklinik: Der Weltreisende
- 1985: Die Schwarzwaldklinik: Sterbehilfe
- 1985: Die Schwarzwaldklinik: Die Entführung
- 1985: Die Schwarzwaldklinik: Die Wunderquelle
- 1985: Die Schwarzwaldklinik: Die Schuldfrage
- 1985: Die Schwarzwaldklinik: Der Dieb
- 1985: Die Schwarzwaldklinik: Der Kunstfehler
- 1985: Die Schwarzwaldklinik: Die Mutprobe
- 1985: Die Schwarzwaldklinik: Vaterschaft
- 1985: Die Schwarzwaldklinik: Die falsche Diagnose
- 1986: Hessische Geschichten (sèrie de televisió): episodi Gewußt wo / Auf immer und ewig / Sicher ist sicher
- 1986: Hessische Geschichten: Erna mon amour / Die größten Kartoffeln / Die Wildsau
- 1986: Weißblaue Geschichten: Die Goldene Hochzeit / Der Glückspilz / Der Klangkörper / Der Landarzt
- 1986: Weißblaue Geschichten: Der Amerikaner / Der Erlkönig / Der Gondoliere
- 1986: Weißblaue Geschichten: Der Kohlhas / Der Gendarm / Der Schutzheilige
- 1986: Derrick: Naujocks trauriges Ende
- 1986: Derrick: Das absolute Ende

## Ràdio
- 1946: Mark Twain: Die Millionen-Pfundnote (Süddeutscher Rundfunk)
- 1947: Carl Zuckmayer: Der Hauptmann von Köpenick (SDR)
- 1947: George Bernard Shaw: Helden (SDR)
- 1947: Erich Kästner: Das lebenslängliche Kind (SDR)
- 1947: Fred Wiesen: Die Geheimen (SDR)
- 1948: Leonhard Frank: So kann's nicht weitergehen! (SDR)